# Marcel Bloch (peintre, 1882-1966)
Pour les articles homonymes, voir Bloch et Marcel Bloch.
Ne doit pas être confondu avec Marcel Bloch (peintre, 1884-1953).
Marcel Bloch (26 décembre 1882 à Paris 10e - 17 avril 1966 à Paris 12e) est un peintre, lithographe, aquafortiste, pastelliste, portraitiste et illustrateur français.
Il est régulièrement confondu avec un artiste peintre homonyme, Joseph Marcel Bloch, né le 11 juillet 1884 à Paris 9e et décédé le 26 mai 1953 à Cagnes-sur-Mer.

## Biographie
Moïse Marcel Bloch naît le 26 décembre 1882 à Paris 10e. Il est l'aîné des deux enfants de Benjamin Bloch (1854-1927) et Rosalie Lévy (1857-1932), négociants juifs originaires de Lorraine (pour le père) et d'Alsace (pour la mère).
Il étudie à l'École nationale supérieure des Arts décoratifs, sous la direction de Paul Renouard et Charles Lameire, d'où il sort avec un premier grand prix. Il travaille tout d'abord dans le domaine publicitaire. Il produit des affiches pour des motocycles, de l'huile pour moteur, des pneumatiques, des habits, etc., et réalise des prospectus de mode.
Combattant durant la première Guerre mondiale, il est inscrit au livre d'or des soldats de Verdun.
Dès le milieu des années 1920, il développe un style aisément reconnaissable, inspiré de scènes galantes libertines du XVIIIe siècle adaptées au goût Art déco. Typiques sont ses personnages féminins avenants, incarnation de la Parisienne élégante, frivole et mutine rappelant la contemporaine Mistinguett, qu'on rencontre avec une étonnante ressemblance chez son contemporain René Péan.
Il se spécialise dans l'eau-forte. Il fournit des planches à L'Estampe moderne.
Le graveur et éditeur parisien Philippe Rosen (1871-1949) diffuse ses œuvres, surtout des petits formats tels des menus, dont les couvertures colorées s'animent de scènes empreintes d'un humour inventif (voir exemple ci-contre).
Il est sociétaire du Salon des Indépendants (dès 1909 puis, régulièrement, de 1926 à 1939) et du Salon des Artistes français (dès 1913). Il expose au Salon des humoristes. Il siège au comité de la Société des Dessinateurs humoristes.
Durant les années 1930, il dessine aussi quelques illustrations pour des romans policiers.
Sous l'Occupation, il vit caché à Paris mais « subit les lois raciales ». Durant la seconde moitié des années 1940, il produit des cartes postales qui exploitent l'humour militaire ou vantent la production agricole française, voire mettent en scène des pin-up.
Il illustre aussi de nombreux livres (Balzac, Flaubert, Musset, George Sand, Alexandre Dumas, Erckmann-Chatrian, Kipling, André Maurois...), dont certains sont destinés aux enfants. Il travaille même pour des manuels scolaires.
Professeur suppléant, il obtient en 1955 la médaille d'argent de la Ville de Paris.
Ses dernières productions ressuscitent le Paris de la Belle Époque. Leur touche plus fluide mais aussi plus rapide, voire plus lâche, rappelle l'impressionnisme.
En février 1961, il entre sur sa demande — qu'il fait appuyer par ses confrères Édouard Sandoz et Georges Villa — à la Maison nationale de retraite des peintres de Nogent-sur-Marne.
Admis à l'hôpital Saint-Antoine le 28 mars 1966 pour rétention d’urine et cachexie, il y meurt le 17 avril suivant.
Il est inhumé le 21 avril 1966 au cimetière du Montparnasse. Son épitaphe indique « Moïse Bloch - 1882-1966 » (voir photographie ci-contre).

### Vie privée
Marcel Bloch épouse le 10 juin 1920, à la mairie du 9e arrondissement de Paris, Madeleine Erichson (Paris 1898 - Créteil 1971), fille de commerçants. Le couple divorce en février 1943. Il n'a pas d'enfants.
Il demeure 4 rue du Faubourg-du-Temple (11e arrondissement) de 1911 à 1937 puis 304 rue de Belleville (20e arrondissement).
Sa sœur Rose Renée Bloch, épouse Weil puis Fischer, naît à Paris (10e arrondissement) en 1885 et y meurt (12e arrondissement) en 1965.

## Œuvre

### Gravures

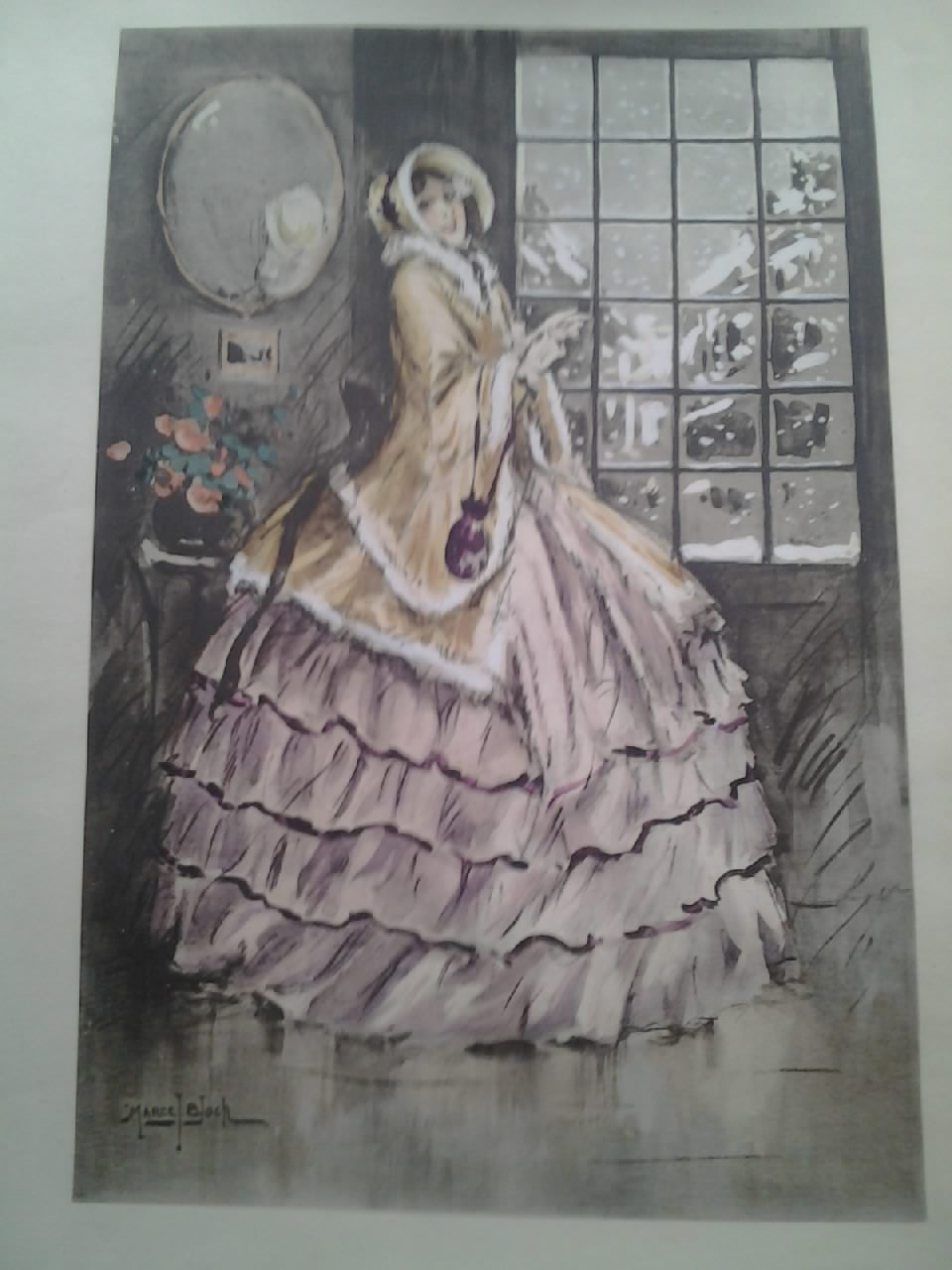
Lithographie. Ca 1920-1930.

Parmi les gravures de Marcel Bloch, on retient :
- La Tournée du Petit Duc ;
- Willy ;
- L'aventure de Cabasson ;
- Paul Brulat ;
- Arlequinade ;
- Le Béguin blanc ;
- Fête de nuit ;
- Brassée de roses ;
- Musardises ;
- Frivolités ;
- Gourmandise et Coquetterie ;
- Fandango ;
- Travesti ;
- Femme au manchon ;
- Douce sérénade.

### Collections publiques
Les pouvoirs publics acquièrent certaines œuvres de Marcel Bloch :
- La Cigarette, 1920 (acquis par l'État) ;
- La Barricade de Belleville, 1945 (acquis par la Direction des Beaux-Arts de la Ville de Paris) ;
- 2 gravures destinées à la Chambre des Notaires (Musée Carnavalet) ;
- Album d'ombres - Vers l'abîme, inspiré de la première Guerre mondiale (Bibliothèque Nationale de France) ;
- toiles au musée de Verdun (sans autres renseignements)[20].

### Cercles artistiques
Marcel Bloch appartient à plusieurs cercles artistiques  :
- Indépendants (sociétaire dès 1909) ;
- Salon des Artistes français (sociétaire dès 1913) ;
- Société des artistes français[20] ;
- Salon des humoristes ;
- Société des Dessinateurs humoristes (membre du comité) ;
- Société artistique Le Cornet (membre du comité).

### Expositions
Marcel Bloch participe à de nombreuses expositions :
- 1920 : tableaux du Front ;
- 1921 : Université Columbia ;
- 1921 : Université de San Francisco ;
- 1924 : Lyon ;
- 1929 : Bruxelles ;
- 1929 : Beauvais ;
- 1930 : Reims ;
- 1931 : Paris - Exposition coloniale internationale ;
- 1931 : Bruxelles (Université) ;
- 1931 : Riga ;
- 1947 : Lyon ;
- 1953 : Bordeaux ;
- 1955 à 1958 : Périgueux.

## Distinctions
Marcel Bloch reçoit diverses récompenses :
- 1927 : officier de l'Instruction publique ;
- 1931 : médaille d'or à l'Exposition coloniale internationale ;
- 1955 : médaille d'argent de la Ville de Paris ;
- 1957 : grande médaille d'argent de la Ville de Paris[20] ;
- 1er grand prix de l'École nationale des Beaux-Arts[20] ;
- médaille d'or de la Société des artistes français[20] ;
- médaille de la Ligue de l'Enseignement ;
- médaille de la Chambre syndicale de Tenture et Décoration.